# Cruz de Lampedusa

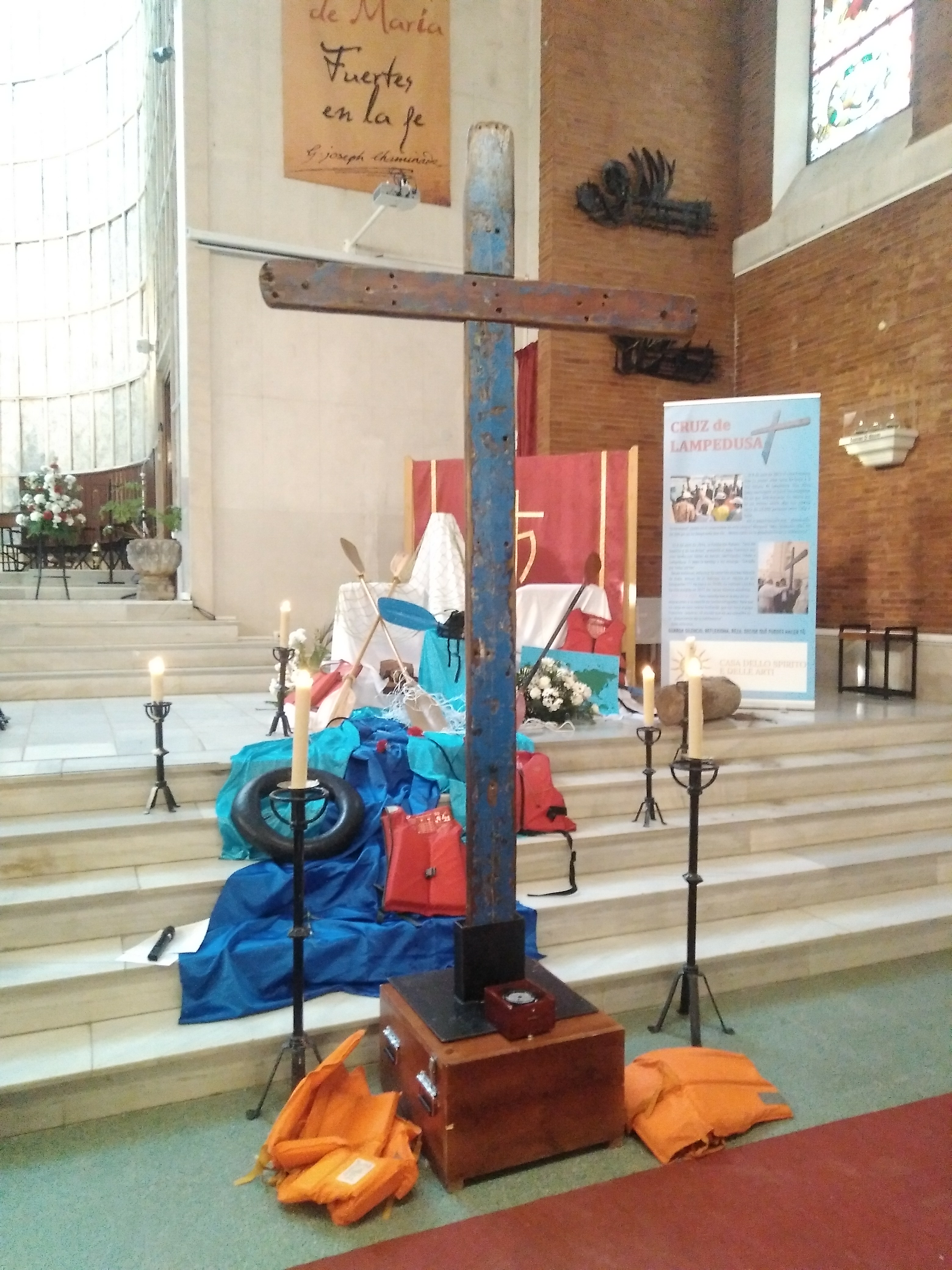
La cruz.

La Cruz de Lampedusa es una cruz cristiana realizada con la madera de una de las barcazas que naufragó el 3 de  octubre de 2013.

## Historia
En el marco de la inmigración subsahariana hacía Europa, una de las barcazas que transportaba cerca de 500 migrantes se hundió frente a las costas de la isla italiana de Lampedusa, rescatándose 155 supervivientes y muriendo una cifra cercana a los 360.
Este hecho causó gran conmoción en la sociedad italiana, decretándose un día de luto nacional, e hizo que el carpintero Francesco Tuccio, realizase esta cruz con maderas del naufragio para honrar y recordar a los fallecidos.
En abril del 2014, la fundación italiana Casa del Espíritu Santo y las Artes de Milán le mostró la cruz al Papa Francisco. Francisco la bendijo y les pidió a los enviados de la fundación que se encargase de que la cruz recorriese el mundo.

## Descripción
Mide 2,80 de alto, 1,50 de alto y pesa 60 kilos.